# John F. Kennedy, Jr.
John Fitzgerald Kennedy, Jr. (Washington, D.C., 25 de novembro de 1960 — Oceano Atlântico, 16 de julho de 1999), conhecido também como John F. Kennedy, Jr., JFK Jr., John Jr., John Kennedy ou John-John, era um advogado, jornalista e editor estadunidense. Era filho do ex-presidente dos Estados Unidos, John F. Kennedy e da ex-primeira-dama Jacqueline Kennedy Onassis e irmão mais novo de Caroline Schlossberg.

## Vida
Kennedy nasceu 17 dias depois de seu pai ser eleito presidente dos Estados Unidos. Ele viveu os primeiros anos de sua vida na Casa Branca. Seu pai, John F. Kennedy foi assassinado em 22 de novembro de 1963, três dias antes do seu 3° aniversário. O processo do funeral ocorreu no dia do seu aniversário.
Alguns anos depois da morte de seu pai, sua mãe casou com o magnata grego Aristoteles Onassis. Eles ficam casados de 1968 até a morte de Onassis em 1975.
Estudava na escola Collegiate School em Nova Iorque, onde ele e David Duchovny foram colegas de classe.

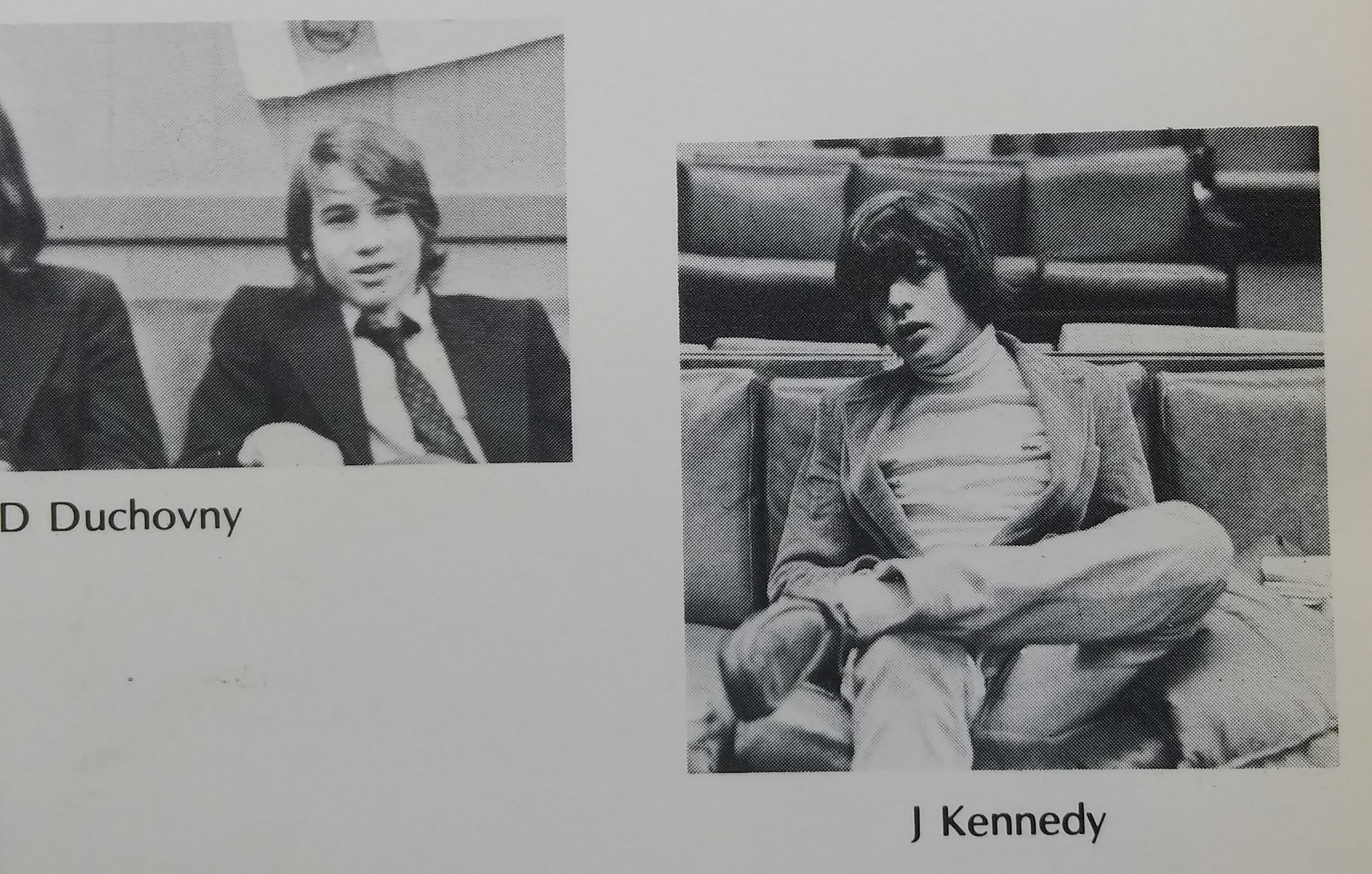
Fotos adjacentes de JFK Jr e David Duchovny quando tinham 14 anos, no anuario de Collegiate School, 1975

Em 1995, Kennedy fundou a revista George.
Em 21 de setembro de 1996, casou-se com Carolyn Bessette.
Três anos depois, em 16 de julho de 1999, ele, sua esposa Carolyn e sua cunhada Lauren morreram num acidente de avião. Kennedy estava pilotando o monomotor. Os três estavam indo para o casamento da prima dele, Rory. Ele morreu aos 38 anos e seu corpo foi cremado.